# ابی بوربون
ابی بوربون (به انگلیسی: Abeille Bourbon) یک کشتی است که طول آن ۸۰ متر (۲۶۲ فوت) می‌باشد. این کشتی در سال ۲۰۰۵ ساخته شد.